# Urban Justice – Blinde Rache
Urban Justice – Blinde Rache ist ein US-amerikanischer Actionfilm. Er erschien am 24. November 2007 direkt auf DVD.
In der Hauptrolle spielt Steven Seagal. Die Regie führte Don E. FauntLeRoy.

## Handlung
Urban Justice handelt von Simon Ballister, einem ehemaligen Mitglied einer Spezialeinheit. Sein Sohn, ein junger Polizist, wird von einer Drogenbande getötet, was zu einem starken Verlustempfinden seines Vaters führt. Simon Ballister versucht, den Tod seines Sohnes zu rächen.

## Hintergrund
Der Film erschien in der SPIO/JK in Deutschland. Im April 2008 erfolgte die Indizierung des Films, welche im Juli 2020 vorzeitig wieder aufgehoben wurde. Eine Neuprüfung durch die FSK ergab eine Altersfreigabe ab 18 Jahren für die ungeschnittene Fassung.

## Kritik
Das Lexikon des internationalen Films beschreibt den Film als einen „Prügelthriller mit Steven Seagal, dessen weichende Kampfkraft durch Inszenierung und Montage wettgemacht werden soll. "Einschlägige" Unterhaltung für hartgesottene Fans.“